# Пахва

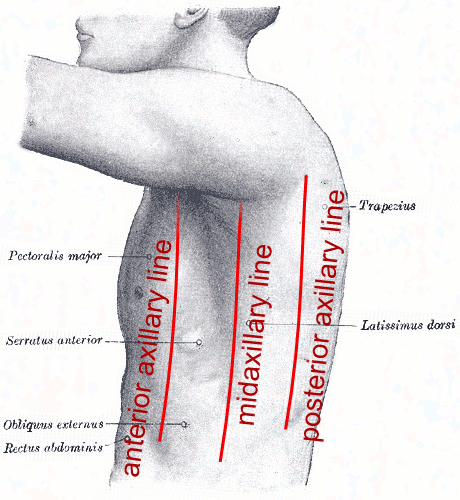
Аксилярні лінії та пахва

Па́хва (лат. axilla) — внутрішня частина плечового згину.
До пахвової ділянки (regio axillaris) відносять ділянку, обмежену спереду нижнім краєм великого грудного м'яза, ззаду — нижнім краєм широкого м'яза спини. У середині знаходиться пахвова ямка (fossa axillaris).
У обох статей з юнацького віку місця, де переважно шкіра прилягає до шкіри — пахви та промежини — покриті волосяним покривом для запобігання попрілостей. Багато людей, однак, вважають за краще видаляти волосся під пахвами, оскільки їх наявність вважається неестетичною.[неавторитетне джерело]

## Етимологія
За однією з версій, слово «пахва» (як і «пах» походить від «пазуха» через випадання середнього «-з», (пор. чеськ. раždí, раžе — «плече», «рука», словац. podpažiе і н.-луж. р ódpažа — «пахва»). Інші мовознавці зв'язували слова з дав.-інд. paksás («плече», «бік», «рука») чи pājasvám («черевна порожнина»), і навіть з дав.-інд. рásas — «чоловічий статевий орган» (пор. давн.в-нім. fasel, лат. penis). Згідно з іншою, воно такого ж походження, що й «піхва»: від прасл. *pošъva («оболонка», «обшивка»), зв'язаним з дієсловом «пошивати», яке змінилось під впливом «поховати». Те ж походження мають слова «пішва» («вид шва для зшивання двох шматків тканини») і «пошивка» («наволочка»).

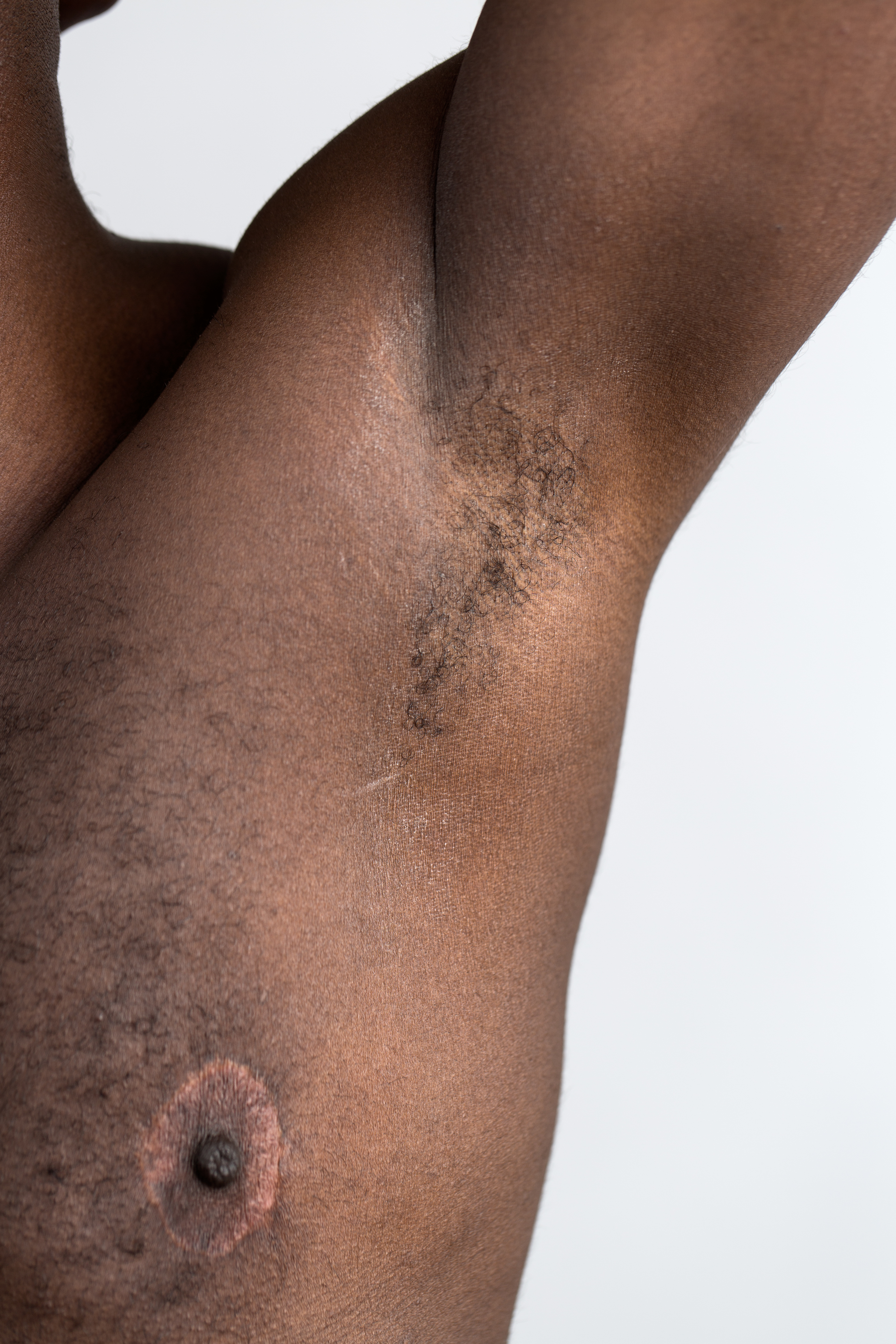
Чоловіча пахва
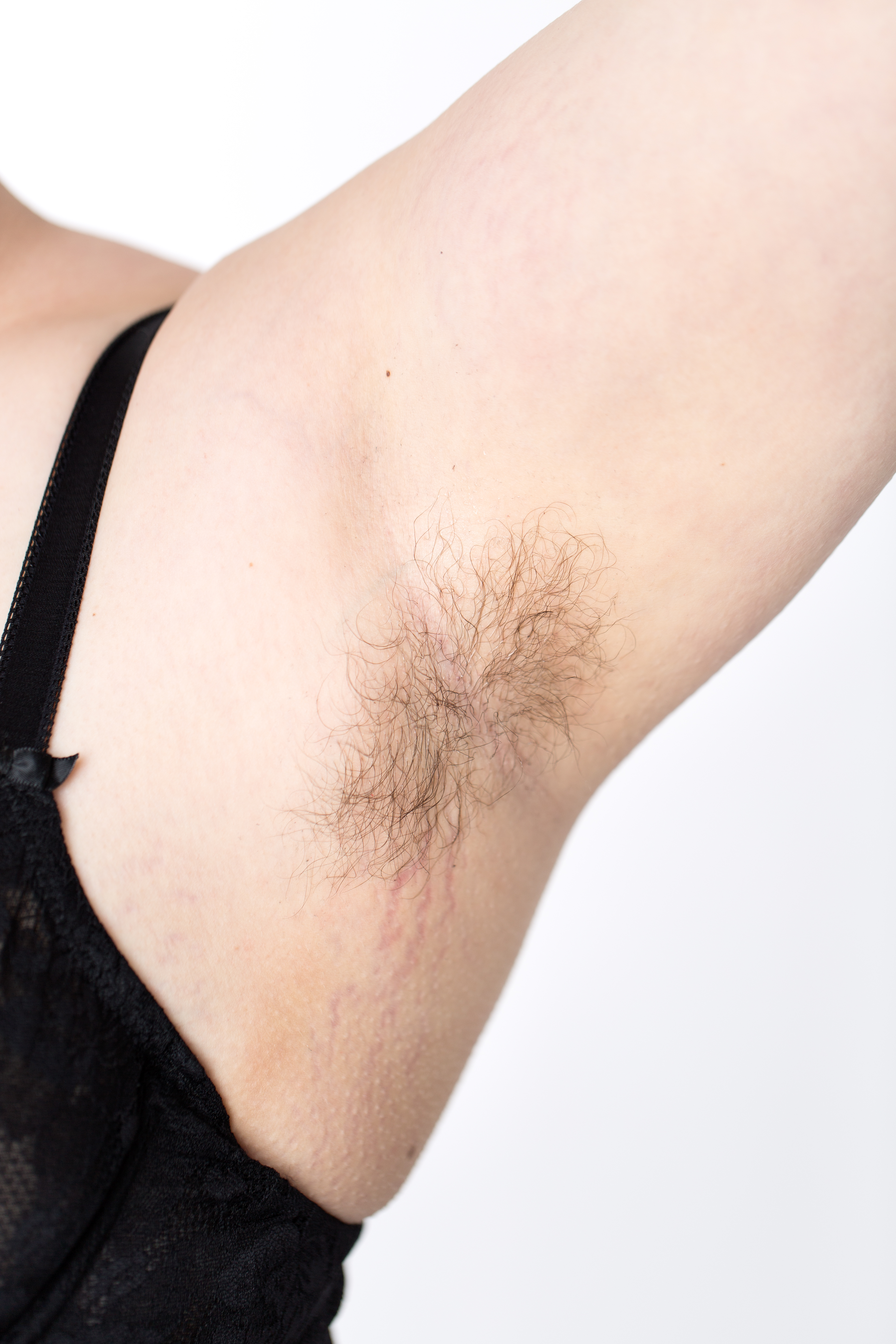
Жіноча пахва з природнім пахвовим волоссям
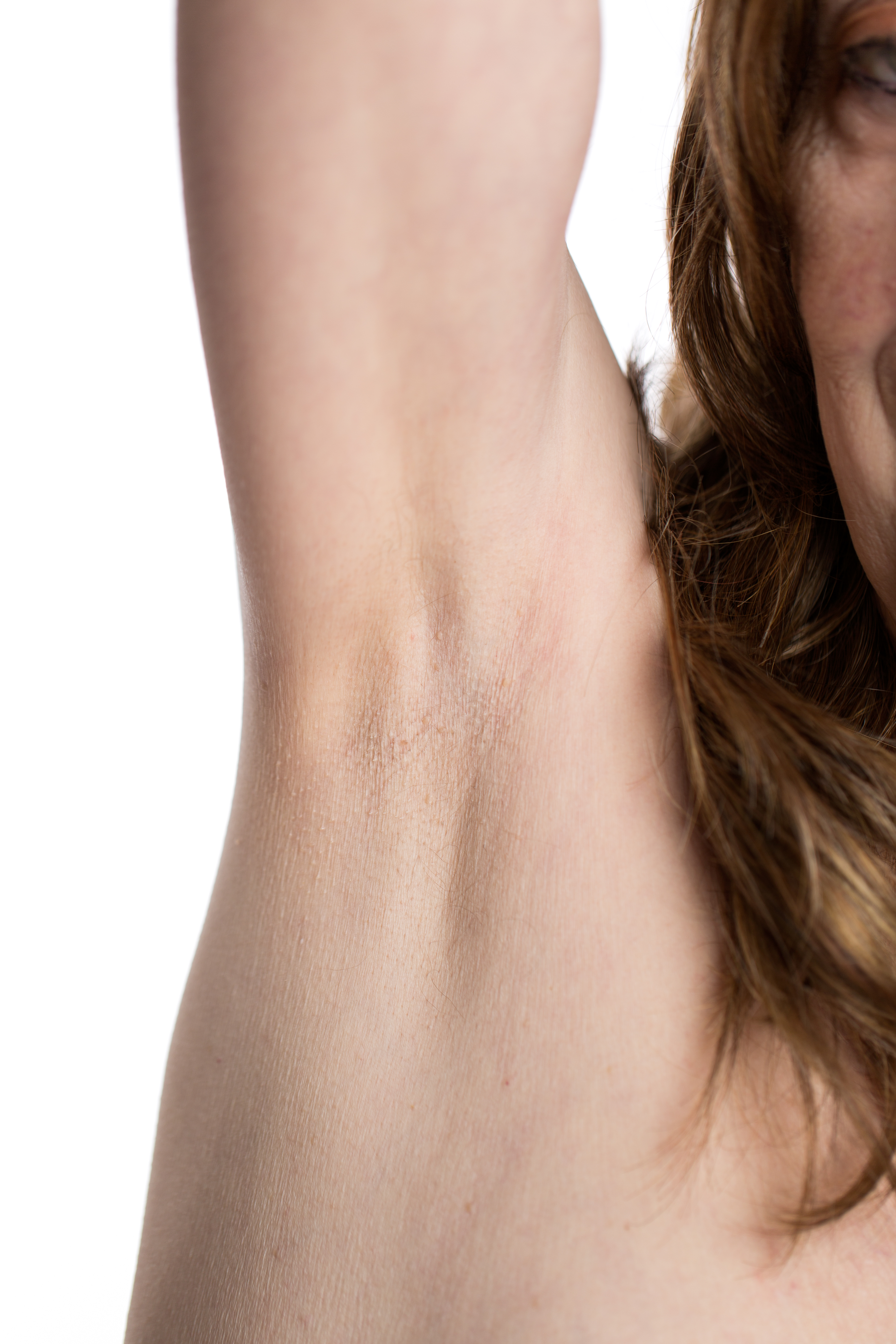
Жіноча пахва з видаленим волоссям